# Hangover (chanson de Taio Cruz et Flo Rida)
Pour les articles homonymes, voir Hangover.
Singles de Taio Cruz
Little Bad Girl
(2011) Troublemaker
(2011)
Singles par Flo Rida
Good Feeling
(2011) Wild Ones
(2011)
Hangover (littéralement en français Gueule de bois) est une chanson de Taio Cruz et du rappeur américain Flo Rida sortie le 4 octobre 2011 sous format numérique aux États-Unis. Il s'agit du 1er single extrait du troisième album studio de Taio Cruz, TY.O. La chanson a été écrite par Taio Cruz et Dr Luke et produite par Dr Luke et Cirkut.

## Liste des pistes
| 1. | Hangover (avec Flo Rida) | 4:03 |

| 1. | Hangover                 | 4:03 |
| 2. | Hangover (avec Flo Rida) | 4:03 |

| 1. | Hangover (Laidback Luke Extended Remix)                       | 5:31 |
| 2. | Hangover (Laidback Luke Dub Remix)                            | 5:20 |
| 3. | Hangover (Hardwell Remix Radio Edit)                          | 3:12 |
| 4. | Hangover (Hardwell Extended Remix)                            | 5:50 |
| 5. | Hangover (Hardwell Remix Instrumental)                        | 5:50 |
| 6. | Hangover (Jump Smokers Remix Radio Edit) (featuring Flo Rida) | 3:29 |
| 7. | Hangover (Jump Smokers Extended Remix) (featuring Flo Rida)   | 4:26 |
| 8. | Hangover (Jump Smokers Remix Instrumental)                    | 4:24 |

## Classement et certifications
| Classement (2011)                           | Meilleure position |
| ------------------------------------------- | ------------------ |
| Allemagne (Media Control AG)                | 1                  |
| Australie (ARIA)                            | 3                  |
| Autriche (Ö3 Austria Top 40)                | 1                  |
| Belgique (Flandre Ultratop 50 Singles)      | 12                 |
| Belgique (Wallonie Ultratop 50 Singles)     | 15                 |
| Canada (Canadian Hot 100)                   | 13                 |
| Danemark (Tracklisten)                      | 15                 |
| Finlande (Suomen virallinen lista)          | 9                  |
| France (SNEP)                               | 8                  |
| France (Club 40)                            | 4                  |
| Hongrie (Dance Top 40)                      | 25                 |
| Pays-Bas (Nederlandse Top 40)               | 22                 |
| Pays-Bas (Single Top 100)                   | 56                 |
| Nouvelle-Zélande (RMNZ)                     | 10                 |
| Norvège (VG-lista)                          | 3                  |
| Espagne (PROMUSICAE)                        | 29                 |
| Suède (Sverigetopplistan)                   | 14                 |
| Suisse (Schweizer Hitparade)                | 1                  |
| États-Unis (Billboard Hot 100)              | 62                 |
| États-Unis (Billboard Pop Songs)            | 37                 |
| États-Unis (Billboard Hot Dance Club Songs) | 10                 |

| Classement (2011)                | Position |
| -------------------------------- | -------- |
| Australie ARIA Classement single | 56       |
| Autriche Classement single       | 28       |
| Allemagne Classement single      | 23       |
| Suisse Classement single         | 47       |

| Pays                     | Certifications |
| ------------------------ | -------------- |
| Australie (ARIA)         | 4 × Platine    |
| Autriche (IFPI)          | 2 × Platine    |
| Belgique (BEA)           | Or             |
| Danemark (IFPI)          | 2 × Platine    |
| Italie (FIMI)            | Or             |
| Nouvelle-Zélande (RIANZ) | Or             |
| Suède (IFPI)             | Platine        |
| Allemagne (BVMI)         | Platine        |
| Suisse (IFPI)            | 3 × Platine    |

## Historique de sortie
| Pays        | Date            | Format                      |
| ----------- | --------------- | --------------------------- |
| États-Unis  | 4 octobre 2011  | Téléchargement numérique    |
| États-Unis  | 18 octobre 2011 | Rhythmic contemporary radio |
| Allemagne   | 18 octobre 2011 | Digital download            |
| Allemagne   | 26 octobre 2011 | CD single                   |
| Royaume-Uni | 18 mars 2012    | Téléchargement numérique    |